# Staroščerbinovskaja
Staroščerbinovskaja (in russo Старощербиновская?) è un centro abitato (stanica) della Russia, situato nel Territorio di Krasnodar. È il centro amministrativo del distretto Ščerbinovskij.
La località si trova nel corso inferiore del fiume Eja, 33 km a est di Ejsk.